# Jean-Christophe Péraud
Jean-Christophe Péraud (* 22. Mai 1977 in Toulouse) ist ein ehemaliger französischer Mountainbike-, Cyclocross- und Straßenradrennfahrer. Er ist dreifacher Olympionike (2004, 2008, 2012).

## Werdegang
Jean-Christophe Péraud begann mit dem Mountainbikesport. Im Alter von 20 Jahren erhielt er eine zweiwöchige Schutzsperre, nachdem er bei den französischen Meisterschaften 1997 bei einer Gesundheitskontrolle einen Hämatokritwert über 50 aufwies. Péraud, der eigenen Angaben zufolge einen normalen Wert zwischen 48 und 50 hat, wurde von einem französischen Funktionär als Betrüger bezeichnet und war kurz davor, die Radsportkarriere zu beenden.
Péraud startete 2004 bei den Olympischen Sommerspielen in Athen im Cross-Country-Wettbewerb und erreichte den elften Platz. Im Jahr darauf wurde er in Kluisbergen Europameister im Cross Country vor seinem Landsmann, dem Olympiasieger Julien Absalon. Bei den Mountainbike-Weltmeisterschaften 2008 gewann er mit der französischen Nationalmannschaft die Goldmedaille im Staffelwettbewerb. Kurze Zeit später wurde er bei den Olympischen Sommerspielen in Peking Zweiter im Mountainbikerennen hinter Julien Absalon.
Auf der Straße gewann Péraud 2007 eine Etappe beim Circuit de Saône-et-Loire und wurde Dritter der Gesamtwertung. Im nächsten Jahr wurde er bei der französischen Meisterschaft nationaler Meister im Straßenrennen der Amateure. Außerdem gewann er ein Teilstück bei der Tour du Pays Roannais. Ab der Saison 2009 konzentrierte sich Péraud zumeist auf Straßenrennen. Er gewann zunächst die Chrono d’Or und wurde darauf französischer Meister im Einzelzeitfahren. Bei den UCI-Straßen-Weltmeisterschaften 2009 im schweizerischen Mendrisio erreichte er in der gleichen Disziplin den zwölften Platz. Beim im Herbst ausgetragenen Chrono des Nations fuhr Péraud hinter Alexander Winokurow auf den zweiten Rang.
In der Saison 2010 fuhr er für das UCI ProTeam Omega Pharma-Lotto. Péraud nahm an Paris–Nizza teil und kam auf drei Etappen unter die besten Zehn. In der Gesamtwertung lag er schlussendlich mit 1:16 min Rückstand auf den Sieger Alberto Contador auf dem neunten Platz. Die Baskenland-Rundfahrt 2010 beendete er ursprünglich auf dem fünften Platz, rückte durch die nachträgliche Disqualifikation von Alejandro Valverde aber auf den vierten Rang vor. Es folgten Teilnahmen an der Tour de Romandie (Aufgabe während der 5. Etappe) und an der Polen-Rundfahrt (13. Platz). Im August und September nahm er mit der Vuelta erstmals an einer Grand Tour teil. Die von Vincenzo Nibali gewonnene dreiwöchige Rundfahrt beendete Péraud auf dem 39. Platz.

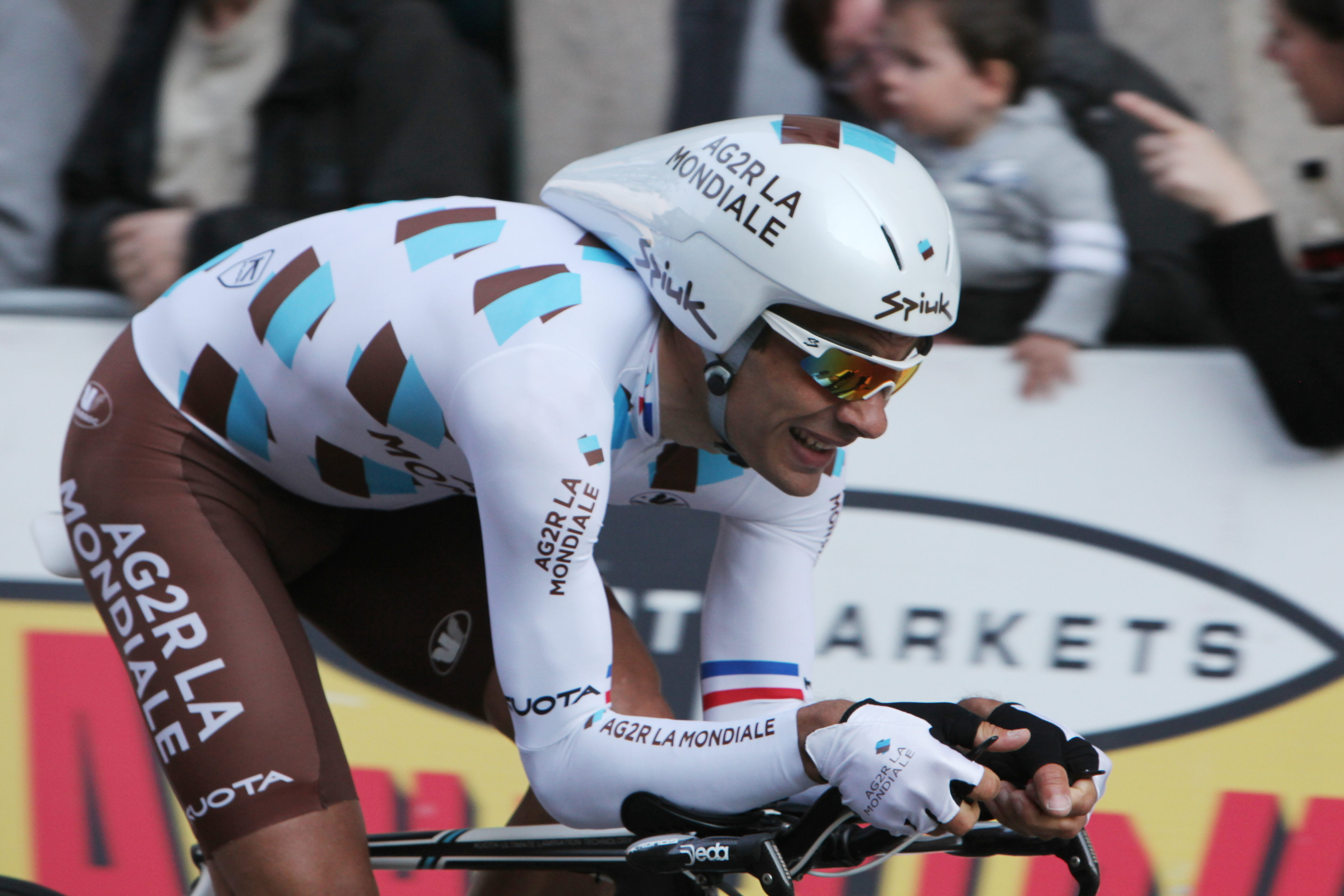
Péraud bei der Tour de Romandie 2011

Zur Saison 2011 wechselte Jean-Christophe Péraud zur französischen Mannschaft Ag2r La Mondiale. Er nahm wie im Vorjahr an Paris–Nizza teil und wurde dort Sechster als bester Franzose. Beim Critérium du Dauphiné 2011 belegte er nach sieben Etappen den siebten Platz im Gesamtklassement. Im Sommer 2011 startete er auch erstmals bei der Tour de France. Er konnte in den Bergetappen gut mit den Favoriten mithalten und wurde im Einzelzeitfahren auf der vorletzten Etappe Sechster. Er schob sich damit noch vom elften Platz auf Rang neun und damit unter die besten Zehn des wichtigsten Etappenrennens.
Nachdem Péraud Paris–Nizza 2012 auf dem 90. Platz beendet hatte, erreichte er in der Baskenland-Rundfahrt den siebten Rang mit 1:07 min Rückstand hinter dem siegreichen Spanier Samuel Sánchez. Bei der Tour de France 2012 konnte Jean-Christophe Péraud nicht an die Leistung des Vorjahres anknüpfen und landete mit über einer Stunde Rückstand auf Toursieger Bradley Wiggins auf Platz 44.
Bei der Mittelmeer-Rundfahrt 2013 konnte Péraud eine Bergetappe für sich entscheiden und war nach der letzten Etappe in der Gesamtwertung zeitgleich mit dem Schweden Thomas Lövkvist, dem aber aufgrund der besseren Etappenplatzierungen der Gesamtsieg in der Rundfahrt zugesprochen wurde. Bei Paris–Nizza 2013 gelang ihm mit dem Bronzerang die erste Podiumsplatzierung bei einem Rennen der UCI WorldTour. Zur Vorbereitung auf die Tour nahm er danach noch am Critérium International (5. Platz), der Baskenland-Rundfahrt (17. Platz), der Tour de Romandie (6. Platz) und an der Tour de Suisse (13. Platz) teil. Bei der Frankreich-Rundfahrt führte er seine Mannschaft Ag2r als Teamkapitän an. Nach der 16. Etappe lag er auf dem neunten Gesamtrang mit fünfeinhalb Minuten Rückstand auf den späteren Sieger Chris Froome. Aufgrund eines Sturzes während des Zeitfahrens in der 17. Etappe musste er die Rundfahrt vorzeitig beenden.
Auch die Saison 2014 begann für Péraud mit einer Teilnahme an der Mittelmeer-Rundfahrt. Er konnte erneut eine Etappe gewinnen, lag aber in der Gesamtwertung am Ende wieder knapp auf dem zweiten Platz, diesmal mit vier Sekunden Rückstand hinter Steve Cummings. Mit dem Critérium International 2014 gelang ihm darauf sein erster Gesamtsieg in einem Etappenrennen. Bei den französischen Meisterschaften im Einzelzeitfahren wurde Jean-Christophe Péraud Vierter. Zur Tour de France 2014 führte er seine Mannschaft ag2r erneut als Kapitän an. Er wurde anfangs nicht als Anwärter auf einen Podiumsplatz gehandelt, erreichte Paris aber als Gesamtzweiter hinter Toursieger Nibali und vor seinem Landsmann Thibaut Pinot, den er erst auf der vorletzten Etappe im Einzelzeitfahren auf den dritten Platz verdrängen konnte.
Ende 2016 beendete Péraud seine Radsportlaufbahn.

## Erfolge

### Mountainbike
2005
- Europameister – Cross Country

2008
- Weltmeister – Cross Country Staffel (mit Arnaud Jouffroy, Laurence Leboucher und Alexis Vuillermoz)
- Olympische Spiele – Cross Country

### Straße
2009
- Französischer Meister – Einzelzeitfahren

2013
- eine Etappe Tour Méditerranéen

2014
- eine Etappe Tour Méditerranéen
- Critérium International

2015
- Gesamtwertung und eine Etappe Critérium International

## Grand-Tour-Platzierungen
| Grand Tour            | 2010 | 2011 | 2012 | 2013 | 2014 | 2015 | 2016 |
| --------------------- | ---- | ---- | ---- | ---- | ---- | ---- | ---- |
| Giro d’ItaliaGiro     | –    | –    | –    | –    | –    | –    | DNF  |
| Tour de FranceTour    | –    | 9    | 44   | DNF  | 2    | 61   | –    |
| Vuelta a EspañaVuelta | 39   | –    | –    | –    | –    | –    | 13   |